# Дувакин, Виктор Дмитриевич
Виктор Дмитриевич Дувакин (28 февраля (13 марта) 1909, Москва — 21 июня 1982, там же) — русский советский литературовед, филолог, архивист, педагог. Кандидат филологических наук (1955). Специалист в области русской поэзии Золотого и Серебряного веков.

## Биография
Родился в семье врача, служившего в московской городской управе. В 1926 окончил Первую опытно-показательную школу МОНО. В 1926—1930 учился на переводческом отделении литературного факультета 1-го МГУ. Ученик профессоров — лингвистов Д. Н. Ушакова, К. А. Ганшиной, фольклориста Ю. М. Соколова.
После окончания менее года работал внештатным сотрудником Западноевропейской секции Государственной академии искусствознания.
В 1931 поступил на работу в Государственный Литературный музей, занимался спасением и сохранением фоноархива. Инициатор создания стенографических воспоминаний друзей о В. В. Маяковском. Кроме того, был одним из наиболее деятельных членов «Бригады по изучению и пропаганде работ В. В. Маяковского», существовавшей при Литературном музее в 1931—1941 годах.
С 1939 Дувакин — преподаватель: ведёт спецкурс в Московском институте философии, литературы и истории, после слияния ИФЛИ с МГУ читал курс лекций на филологическом факультете университета (русская литература XX века, советская литература, теория литературы), кроме того, спецкурс и руководил семинаром по творчеству Маяковского.
Участник Великой Отечественной войны. Во время войны выступал с лекциями в воинских частях и в клубах.
В 1955 защитил кандидатскую диссертацию по теме «Окна РОСТА В. В. Маяковского» (1955).
В 1965—1966 участвовал свидетелем со стороны защиты в процессе над А. Д. Синявским и Ю. М. Даниэлем, за что 3 мая 1966 был отстранён от преподавания и уволен с филологического факультета МГУ, как «не соответствующий занимаемой должности». После многочисленных обращений и ходатайств со стороны студентов и преподавателей и после личной просьбы академиков П. С. Александрова и А. Н. Колмогорова ректор МГУ И. Г. Петровский, всё же зачислил В. Дувакина старшим научным сотрудником на кафедру научной информации и в качестве возможного направления его будущей деятельности предложил создавать фонд звуковых мемуаров по истории русской культуры первой трети XX века.
Работа по собиранию аудиозаписей бесед с деятелями науки и культуры была начата в 1967 году на межфакультетской кафедре научной информации. Будучи исследователем творчества Маяковского, первые свои записи Дувакин сделал, беседуя с людьми, знавшими поэта. Впоследствии тематика записей значительно расширилась. Своими воспоминаниями делились ученые, художники, краеведы, музейщики, актеры, архитекторы. Особое место заняли записи по истории Московского университета, образования и науки, истории русского зарубежья, русского авангарда. Всего, под руководством Дувакина, было записано более восьмисот интервью.
Работая на кафедре с мая 1966 по июнь 1982 года записал около 850 магнитофонных кассет, проведя беседы с более чем 300 деятелями науки и культуры. На основании этих записей впоследствии вышло несколько книг и множество публикаций в периодике.
Умер в 1982 году. Похоронен на Преображенском кладбище.

### Собрание Дувакина
В июле 1988 года, в связи с ликвидацией кафедры научной информации, собрание фонодокументов В. Д. Дувакина было передано в Научную библиотеку МГУ, где в 1991 году был создан специальный Отдел устной истории, продолживший деятельность по созданию новых записей, хранению и описанию фонофонда.
В 2010 году сотрудниками Отдела устной истории Научной библиотеки МГУ был создан фонд развития гуманитарных исследований «Устная история».
В 2012—2014 годах программы Фонда «Устная история» были поддержаны рядом организаций и благотворительных фондов. Программа по формированию корпуса записей ученых и созданию Общедоступного сетевого архива (www.oralhistory.ru) была поддержана Фондом Михаила Прохорова. Фонд AVC Charity поддержал программу по записи и публикации воспоминаний по искусству, призванную объединить старые архивные материалы и новые беседы — за счёт поддержки фондом AVC Charity была выполнена оцифровка старых бесед, записанных на магнитную ленту в 1960—1980-х годах, а также выполнять новые записи в Москве и Санкт-Петербурге.

## Семья
- Отец — Дмитрий Дмитриевич Дувакин (1854—1934), в октябре-ноябре 1905 года исполнял обязанности московского городского головы, затем неоднократно назначался товарищем городского головы.
- Мать — Виктория Витольдовна Дюмулен (1869—1937), переводчик-любитель.
- Жена (с 1934) — Елена Сергеевна Веселовская (1913—2008), сотрудница Литературного музея.

## Награды
- Медаль «За оборону Москвы»,
- Медаль «За доблестный труд в Великой Отечественной войне 1941—1945 гг.»

## Избранная библиография
- Радость, мастером кованная. Очерки творчества В. В. Маяковского. М.: Советский писатель, 1964. Rostafenster. Дрезден, 1967, 1975.
- В. В. Маяковский. Избранные произведения / Составление, вступительный очерк и комментарии В. Д. Дувакина. М., 1956, 1963, 1967.
- В. В. Маяковский в портретах, иллюстрациях, документах. Пособие для учителей средней школы / Общая редакция В. Д. Дувакина. М., 1956.
- Н. В. Тимофеев-Ресовский. Воспоминания. М., 1995.
- Беседы В. Д. Дувакина с М. М. Бахтиным. М., 1996, 2002.
- Анна Ахматова в записях В. Д. Дувакина. М., 1999.
- Н. В. Тимофеев-Ресовский. Истории, рассказанные им самим, с письмами, фотографиями и документами. М., 2000.
- А. В. Азарх-Грановская. Беседы с В. Д. Дувакиным. М.-Иерусалим, 2001.
- Осип и Надежда Мандельштамы в рассказах современников. М., 2001.
- Л. И. Тимофеев, Г. Н. Поспелов. Устные мемуары. М., 2003.
- Дувакин В. Д. Беседы с Виктором Ардовым. Воспоминания о Маяковском, Есенине, Ахматовой и других. М.: 2018.